# 終極普選聯盟

終極普選聯盟（Alliance for Universal Suffrage）於2010年1月成立，由13個爭取「終極普選」的香港泛民主派組織組成，召集人為馮偉華，副召集人為蔡耀昌和黃碧雲，現時主要為2012年香港政治制度改革爭取最大限度的民主。該聯盟在2020年泛民主派總辭後，沒有任何香港立法會議席。

## 成員團體
1. 公共專業聯盟
2. 民主動力
3. 民主發展資源中心
4. 民主黨
5. 香港公務員工會聯合會
6. 香港民主民生協進會
7. 香港民主發展網路
8. 香港社會工作者總工會
9. 香港教育專業人員協會
10. 香港職工會聯盟
11. 新力量網路

## 政制方案建議
2012年香港行政長官產生辦法建議
根據終極普選聯盟建議，選舉委員會的選舉委員人數將由800人增加至約1200人，所增加的全為民選區議員（約400人）。同時於2011年取消區議會委任制。
提名門檻維持100人，即比例降至12分之一，另設提名上限150人。行政長官改為可以由政黨成員換任。
2012年香港立法會產生辦法
根據終極普選聯盟建議，香港立法會議席會由60個增加至80個，其中分區直選和功能組別各增加10席。功能組別方面，區議會代表將由1席增加至11席，由民選區議員提名，全港選民投票。
是否在後一輪選舉中實現普選或雙普選
根據終極普選聯盟建議，2017年香港行政長官產生辦法實現普選，選舉委員會改為提名委員會，提名方式不變，投票則交由全港選民以兩輪投票制選出。
在2016年香港立法會產生辦法，11席區議會代表會被取消，改為31席不分區直選議席，由全港選民以比例代表制選出。
2020年香港立法會產生辦法實現普選，29席功能組別會被取消，40席分區直選增至50席，31席不分區直選增至50席，共100席。

## 動向
2010年7月7日，前醫學界議員、關懷香港召集人郭家麒和街工梁耀忠，都以「路線不同」為由，決定退出終極普選聯盟。

## 外部連結
- 終極普選聯盟